# Нью-Принстон (Орегон)
Нью-Принстон (англ. New Princeton) — невключённая территория, расположенная в округе Харни штата Орегон, США. Расположен вдоль автодороги 78 (Орегон) между Бернсом и Бернс-Джанкшен на высоте 1253 м над уровнем моря. К юго-востоку от Нью-Принстона недалеко от горы Раунд берёт начало крупный приток Малура Саут-Форк-Малур. 

## История
Сельское почтовое отделение Принстона было основано в 1910 или около 1912 года (в зависимости от источника). Когда модернизация трассы 78 обошла первоначальное сообщество, оно было перемещено в Нью-Принстон. 

## Климат
Согласно системе классификации климата Кёппена, в Нью-Принстоне полузасушливый климат, на климатических картах обозначаемый аббревиатурой «BSk». 

## Образование
Нью-Принстон находится в школьном округе округа Харни 4 (школа Крейн, классы K-8) и в школьном округе округа Харни 1J (средняя школа Крейн Юнион). 